# Naunhof
Naunhof är en stad i Landkreis Leipzig i förbundslandet Sachsen i Tyskland. Staden har cirka 9 000 invånare.
Staden ingår i förvaltningsområdet Naunhof tillsammans tillsammans med kommunerna Belgershain och Parthenstein.